# Grijsborstpurperzwaluw
De grijsborstpurperzwaluw (Progne chalybea) is een zangvogel uit de familie Hirundinidae (zwaluwen).

## Verspreiding en leefgebied
Deze soort komt voor in Midden- en Zuid-Amerika en telt drie ondersoorten:
- P. c. chalybea: van oostelijk Mexico tot noordelijk Zuid-Amerika.
- P. c. warneri: westelijk Mexico.
- P. c. macrorhamphus: centraal en zuidelijk-centraal Zuid-Amerika.

## Status
De grootte van de populatie is in 2019 geschat op 5-50 miljoen volwassen vogels. Op de Rode lijst van de IUCN heeft deze soort de status niet bedreigd.